# Daisy Dares You
Дейзи Мэй Кили Коберн (англ. Daisy May Keeley Coburn; род. 5 ноября 1993) — британская певица и автор-исполнитель. Наиболее известна под своим псевдонимом Daisy Dares You, под которым выступала в период с 2009 по 2010 годы и записала альбом, который никогда не был выпущен. После этого контракт с лейблом был расторгнут. По состоянию на 2013 год она проживает в Брайтоне и играет в группе Pink Lizards, где является гитаристкой и ведущей певицей.

## Ранняя жизнь
Родилась в Грейт Дунмоу, в графстве Эссекс. Происходила из музыкальной семьи, поскольку её мать работала в качестве бэк-вокалистки для групп Duran Duran и The The. Коберн научилась играть на гитаре и на фортепиано в возрасте 6 лет. Во время Дня подарков 2007 года Кобурн вместе со своими друзьями исполнила песню «Hurt». Подруга её матери, Мэттью Марстон, услышала песню и пригласила Коберн в свою студию звукозаписи, чтобы записать её. Позже Кобурн и Марстон сотрудничали вместе на дебютном альбоме Rush.
После участия в обширных рекламных компаниях таких гигантов, как The Times, BBC, и The Guardian Корберн получила возможность заключить контракт со звукозаписывающей студией. Она работала с Empire и Jive (дочернее предприятие Sony Records). Согласно источникам, между лейблами велись «войны торгов» для заключения контракта с Дейзи. Певица активно использует стриминговые ресурсы (например, MySpace) и канал на Youtube для распространения своей музыки.
Первый сингл Коберн «Number One Enemy», записанный совместного с британским репером Chipmunk, вошёл в двадцатку UK Singles Chart.

## Жанры песен и влияние
До заключения контракта с лейблами Коберн сама сочиняла музыку для гитары. В её дебютном альбоме в роли соавтора нескольких песен выступила мать друга Дейзи Мэттью Мартсон. Темы для текстов Коберн черпает из личной жизни. Воспитание в музыкальной семье и чтение поэзии дало ей хорошую основу как для будущего автора песен. Певица пробовала себя разных жанрах — тин-попе, поп-роке, попе и электро-попе. Дейзи вдохновлялась разнообразными личностями и коллективами, что обусловило разномастность жанров. Влияние на её творчество оказали: Nirvana, Лу Рид, Florence and the Machine и Bat for Lashes. Последние две инди-группы, по утверждению певицы, особенно повлияли на неё как на автора песен, прокомментировав это так: «они [тексты песен] только на первый взгляд похожи на поп».
В прессе Кобёрн сравнивали часто сравнивали с британской певицей Лили Аллен и канадской — Аврил Лавин. Комментируя последнее сравнение, Дейзи говорила: « Нас сравнили просто потому, что я тоже молодая девушка. Честно говоря, те, кто говорят, что я вдохновлялась творчеством Аврил, сильно ошибаются».

## Rush
Rush — дебютный студийный альбом Daisy Dares You, выпуск которого планировался в июне 2010 года. Отдельно от него в мае того же года был выпущен сингл «Rosie». Альбом так и не был издан.
| №   | Название                 | Автор(ы)                                            | Длительность |
| --- | ------------------------ | --------------------------------------------------- | ------------ |
| 1.  | «Number One Enemy»       | Дейзи Коберн, Мэттью Марстон, Chipmunk              | 3:47         |
| 2.  | «Rosie»                  | Дейзи Коберн, Мэттью Марстон, Роб Уэллс             | 3:23         |
| 3.  | «Who Will Buy»           |                                                     |              |
| 4.  | «Rush»                   | Дейзи Коберн, Мэттью Марстон, Шанид Кан, Джоди Марр |              |
| 5.  | «Idiot»                  | Коберн, Марстон                                     |              |
| 6.  | «Clowns»                 | Коберн                                              |              |
| 7.  | «Talk About The Weather» | Коберн, Марстон                                     | 3:51         |
| 8.  | «Lost»                   | Коберн, Марстон                                     |              |
| 9.  | «Next Few Minutes»       | Коберн, Марстон                                     | 3:17         |
| 10. | «Caught Up»              | Коберн, Марстон, Андерс Коллмарк                    |              |
| 11. | «Stuck & Still»          | Коберн, Марстон, Уэллс                              |              |
| 12. | «Hunter»                 | Коберн, Марстон, Уэллс                              |              |

## Дискография

### Синглы
| Год  | Сингл                                     | Высшая позиция в чартах | Высшая позиция в чартах | Альбом |
| Год  | Сингл                                     | UK                      | DEN                     | Альбом |
| ---- | ----------------------------------------- | ----------------------- | ----------------------- | ------ |
| 2010 | «Number One Enemy» (совместно с Chipmunk) | 13                      | 28                      | Rush   |
| 2010 | «Rosie»                                   | -                       | -                       | Rush   |

### EP
- iTunes Festival: London 2010

### Музыкальные видео
| Год  | Название                                | Режиссёр           |
| ---- | --------------------------------------- | ------------------ |
| 2009 | «Daisy Dares You»                       | Элиша Смит-Леверок |
| 2010 | «Number One Enemy» (featuring Chipmunk) | Rebel Alliance     |
| 2010 | «Rosie»                                 | Фрэнк Борин        |